# コンテンツリポジトリ
コンテンツリポジトリ (英: content repository)またはコンテンツストア (英: content store)は、デジタルライブラリのように、アプリケーションに依存しないコンテンツへのアクセスを可能にし、コンテンツの保存、変更、取得、検索、データ管理を備えたデジタルコンテンツのデータベースのこと。コンテンツ管理システムや文書管理システムなどの大規模なアプリケーションは、コンテンツリポジトリをストレージエンジンとして利用し、コンテンツリポジトリのAPIを通してユーザーインターフェイスを提供する。 

## 利点
- データアクセスの一般的なルールにより、多くのアプリケーションがデータを中断することなく同じコンテンツを操作できる。
- 変更が発生したときにシグナルを送信し、リポジトリを使用する他のアプリケーションに、何かが変更されたことを通知する。これにより、共同データ管理が可能になる。
- 開発者は、デスクトッププログラミング環境との互換性が高いプログラムを使用してデータを処理できる。
- コンテンツリポジトリを使用するにあたって、データモデルはスクリプト操作が可能である。

## 機能
コンテンツリポジトリは、次のような機能を提供する。
- コンテンツの追加/編集/削除
- 階層とソート順の管理
- クエリ/検索
- バージョニング
- アクセス制御
- インポート・エクスポート
- ロック
- ライフサイクル管理
- 保持/記録管理

## 例
- Apache Jackrabbit
- ModeShape

## 応用
- コンテンツ管理
- 文書管理
- デジタル資産管理
- 記録管理
- バージョン管理
- ソーシャルコラボレーション
- Webコンテンツ管理

## 規格と仕様
- Java用のコンテンツリポジトリAPI
- WebDAV
- コンテンツ管理相互運用サービス